# 小早川弘景 (二代)
小早川 弘景（こばやかわ ひろかげ）は、室町時代から戦国時代の武将。安芸の国人領主で、竹原小早川氏11代当主。

## 生涯
竹原小早川氏は、祖父・弘景の代から大内氏と関係を深めており、その当主・大内教弘に臣従して偏諱を受け弘景と名乗る（「弘」の字は大内氏の通字であり、大内義弘よりこの字を受けていた祖父と同名を名乗ることとなった）。
寛政6年（1465年）6月、室町幕府は伊予守護河野通春へ討伐令を出した。これに従い伊予に出陣した周防・長門守護の大内教弘は幕府に背いて河野氏支援に回った。そのため幕府方は同年8月に安芸国人であった武田氏、吉川氏を大内氏への抑えに当てるべく画策した。ところが教弘は機先を制して重臣の陶弘正を安芸国に派遣。近隣で戦闘を繰り返した。この最中、陶弘正は討死を遂げるなど安芸国内は混乱を続けた。小早川弘景も大内方の一員として安芸船越に出陣し、安芸武田氏と戦った。
この頃の小早川氏は沼田・竹原両家に分裂しており、その対立は根深いものがあった。応仁元年（1467年）から始まる応仁の乱では沼田小早川氏と袂を分かち、西軍に味方する。文明5年（1473年）、沼田小早川氏当主の小早川煕平が死去すると、西軍の大将足利義視は、煕平の所領を弘景に与える御内書を発した。これを口実に安芸・備後国境付近の西軍の主力として、沼田小早川氏の本拠である高山城を攻撃した。
また近隣の野間氏との関係も悪化しており、前年の文正元年（1466年）3月には、野間公光より譲られた波多見島（現倉橋島）に野間弘宣が侵入して占拠。大内政弘の仲介によって一度は野間氏と和解するも、上洛中の隙に野間氏の軍勢が再度波多見島を占領し、最終的に奪われる事件もあった。
文明9年（1477年）、弘景は沼田小早川氏当主で煕平の子の小早川敬平と交渉し、沼田領であった本郷、梨子羽郷の一部所領を竹原領として譲り受けることを条件に和睦した。
晩年には分国法ともいえる「小早川弘景置文」を作成し、家中の取りまとめの基本とした。没年不詳。

## 参考資料
- 「小早川弘景置文」（岩波書店刊「中世政治社会思想」）